# Нуредин Кафелов
Нуредин Мусов Кафелов е български политик и инженер от ДПС, кмет на Якоруда (1999 – 2003, 2007 – 2022).

## Биография
Нуредин Кафелов е роден на 1 януари 1958 година в село Якоруда, Народна република България. Завършва Университета по архитектура, строителство и геодезия в София със специалност промишлено и гражданско строителство. Завършва и Висшия икономически институт „Карл Маркс“|Висшия икономически институт „Карл Маркс“.
На местните избори през 1999 година е избран за кмет на община Якоруда, издигнат от Движението за права и свободи (ДПС). На 12 март 2003 година е избран за член на Комисията за финансов надзор с мандат от шест години. На местните избори през 2007 година Нуредин Кафелов е избран отново за кмет на Якоруда, още на първи тур с 50,85 процента. На 14 февруари 2008 година парламентът го освобождава предсрочно по негова молба като член на Комисията по финансов надзор. За кмет на Якоруда е преизбиран още три пъти, на местните избори през 2011 годин, местните избори в 2015 гоидана и тези в 2019 година.
През лятото на 2022 година срещу Нуредин Кафелов е депозиран сигнал за неправомерно увеличение на гробищния парк. Той е подаден от местни бизнесмени. На 15 септември 2022 година екипи на Комисията за противодействие на корупцията и конфликт на интереси влизат в община Якоруда и изземват документи от общинската сграда, за да разследват работата на общинското ръководство и най-вече на кмета Нуредин Кафелов.
На 14 ноември 2022 година Кафелов е открит мъртъв в автомобила си в местността Трещеник над Якоруда с огнестрелна рана в главата. Районната прокуратура в Благоевград проверява всички версии и обстоятелства около смъртта му, като основни версии са: самоубийство, склоняване към самоубийство, като не изключват и версията за убийство.